# گادوال
گادوال (به انگلیسی: Gadwal) یک منطقهٔ مسکونی در هند است که در بخش محبوب‌نگر واقع شده‌است. گادوال ۳۳٫۴۶ کیلومتر مربع مساحت و ۹۶٬۸۷۷ نفر جمعیت دارد و ۳۲۴ متر بالاتر از سطح دریا واقع شده‌است.